# Henri Leconte
Henri Leconte (* 4. července 1963 Lillers) je bývalý francouzský tenista.
Hrál profesionálně od roku 1980, kdy vyhrál juniorku na French Open a byl členem vítězného týmu na Galeově poháru. V roce 1984 vyhrál s Yannickem Noahem čtyřhru na pařížském grandslamu. V roce 1988 hrál na Roland Garros finále dvouhry, v němž ho porazil Mats Wilander. Byl také finalistou čtyřhry US Open v roce 1985 (opět s Noahem) a semifinalistou dvouhry ve Wimbledonu v roce 1986. Ve své kariéře vyhrál devět turnajů ve dvouhře a deset ve čtyřhře. Na světovém žebříčku byl nejvýše na pátém místě ve dvouhře (září 1986) a na šestém ve čtyřhře (březen 1985).
V Davis Cupu reprezentoval v letech 1982 až 1994, vyhrál 41 zápasů a 25 prohrál. Byl členem vítězného týmu v roce 1991 a časopis L'Équipe ho spolu s Guy Forgetem zvolil francouzským sportovcem roku. V ročníku 1982 byl finalistou Davisova poháru a v letech 1983 a 1988 semifinalistou. V roce 1986 také vyhrál s francouzským týmem Světový pohár družstev.
V roce 1991 se podrobil operaci páteře a vypadl z první světové stovky, v následujícím roce se dostal na divokou kartu do semifinále French Open a získal cenu ATP za návrat roku. Kariéru ukončil v roce 1996. Založil vlastní tenisovou akademii a působí jako televizní komentátor, vystupoval také v pořadu La Ferme Célébrités. Účastní se veteránských turnajů, v letech 2011 a 2015 vyhrál s Forgetem na French Open čtyřhru v kategorii nad 45 let. Je otcem čtyř dětí.